# Saint-Claude-de-Diray
Saint-Claude-de-Diray – miejscowość i gmina we Francji, w Regionie Centralnym, w departamencie Loir-et-Cher.
Według danych na rok 1990 gminę zamieszkiwało 1435 osób, a gęstość zaludnienia wynosiła 156 osób/km² (wśród 1842 gmin Regionu Centralnego Saint-Claude-de-Diray plasuje się na 276. miejscu pod względem liczby ludności, natomiast pod względem powierzchni na miejscu 1193.).